# Khirbet Qazone
Khirbet Qazone (Khirbat Qāzūn) ist eine archäologische Stätte in Jordanien, die besonders durch ihren großen nabatäischen Friedhof (1./2. Jahrhundert n. Chr.) bekannt ist. Er befindet sich nahe der Einmündung des Al-Karak Highway (50) in den Jordan Valley Highway (65), direkt südlich des Autobahndreiecks. In der Nachbarschaft liegt Bab edh-Dhra, eine archäologische Stätte der Bronzezeit. Qazone ist die lokale Aussprache des Namens des Landbesitzers Ghazigian. Der antike nabatäische Name von Khirbet Qazone lautete Mahoza.
Rettungsgrabungen im Auftrag der Jordanischen Altertümerverwaltung durch ein Team unter Leitung von Konstantinos D. Politis galten 1996/97 einem nabatäischen Friedhof mit rund 3500 Schachtgräbern, von denen die meisten aber ausgeraubt waren. Das Team untersuchte 20 noch intakte Gräber. Die nord-südlich ausgerichteten Einzelgräber hatten eine Tiefe von etwa 2 m; am Boden des Schachts war an der Ostseite eine Nische (Loculus) für den Leichnam eingetieft, die mit ungebrannten Lehmziegeln abgedeckt wurde. Der Kopf des Toten lag stets im Süden. Dies entspricht einer Bestattungspraxis, wie sie vom antiken jüdischen Friedhof von Khirbet Qumran im Westjordanland bekannt war. Im Unterschied zu Qumran, einem Friedhof, von dem fast nur männliche Tote bekannt sind, waren hier Männer, Frauen und Kinder gleichermaßen beigesetzt.
Dank des trockenen und salzhaltigen Bodens waren die Leichentücher der Verstorbenen ungewöhnlich gut erhalten. Dabei handelte es sich um wiederverwendete Kleidungsstücke: Mäntel im griechisch-römischen Stil, Tuniken und Tücher aus Wolle. 53 Textilien wurden von Hero Granger-Taylor analysiert und gehören nach ihrer Einschätzung zu den am besten erhaltenen antiken Textilien des Nahen Ostens. Außerdem waren die Verstorbenen in verzierte und bestickte Lederdecken gehüllt. In seltenen Fällen trugen die Verstorbenen auch Schmuck wie Armreifen und Ohrringe. Weitere Grabbeigaben waren ein hölzerner Stab, Sandalen und ein Kranz. Im Kontext gestörter und geplünderter Gräber wurden fünf nabatäische Grabstelen sowie Reste von drei griechischen Papyrusrollen aufgefunden.
2004 folgte eine reguläre Ausgrabung der archäologischen Stätte, die durch Grabräuber stark gefährdet war. Nun wurden fast 5000 Gräber erfasst. Im Nordwesten des Gräberfelds änderte sich die Bestattungspraxis hin zu flacheren Gräbern, die mit großen Steinplatten abgedeckt waren. Keramik, Schmuck und Grabsteine mit Kreuzen deuteten darauf hin, dass in diesen Gräbern des 4. bis 6. Jahrhunderts Christen beigesetzt waren. 2015 wurden die Grundmauern und Mosaikfußböden einer nahegelegenen Kirche des basilikalen Typs mit drei Apsiden freigelegt.
Die Funde wurden von Experten des British Museums konserviert.